# 과속방지턱
과속방지턱(過速防止-)은 일반 도로 구간에서 차량의 주행 속도를 강제로 낮추기 위하여 길바닥에 설치하는 턱으로 보통 주거 환경이나 보행자 보호를 위하여 설치하며, 포장과 다른 색으로 표시를 한다.

과속방지턱 주의표지, 대한민국

## 개요
일정 도로 구간이나 지역에 과속 방지 및 속도 저감을 위한 교통 정온화 시설의 한 종류로, 과속방지턱을 설치하면 보행자 통행의 안전성 및 편의를 도모할 수 있고, 그 지역 내의 생활 환경을 보호할 수 있다. 또한 차량 운전자에 대해서도 교통 사고의 위험성을 줄일 수 있다. 보통 차량통행 속도를 30 km/h 이하로 제한할 필요가 있는 구간에 설치하므로, 고속도로, 고속화도로, 자동차전용도로, 간선도로, 산업도로, 국도, 국가지원지방도나 보조간선 도로등 이동성 기능을 갖는 도로에는 과속방지턱을 설치하지 않는다.
| 여러 가지 과속방지턱                                  |
| ----------------------------------------------------- |
| 대한민국 브리티시 컬럼비아 프라하 보헤미아 다름슈타트 |

## 기능
차량 진행 방향의 직각 방향으로 물리적인 수직 단차를 주어, 차량의 진행 속도에 비례하는 물리적 충격을 줌으로써 속도 저감 효과를 거두기 위해 설치하는 도로 안전 시설물이다.
과속방지턱은 속도의 제어라는 기본 기능 이외에도 통과 교통량을 감소시키고 보행자 공간의 확보 및 도로 경관을 개선하며 노상 주차를 억제하는 등 부수적인 기능을 가지고 있다.
- 주행 속도 억제 및 주행 안전성 확보

차량이 과속으로 주행할 경우 운전자 및 탑승자에게 차량 속도에 비례한 수직 가속도를 발생시켜 승차감의 저하나 불쾌감의 증가로 과속을 방지한다.
- 통과 교통량의 감소

승차감, 주행 쾌적성, 편의성이 감소되어 통과 교통량을 감소시키는 효과
- 보행자 공간 확보 및 도로 경관 개선

차량 주행 속도 감소로 보행자 안전성이 향상되고, 기존의 연석과 동일 높이로 횡단보도를 설치하면 별도 수직 이동이 필요없어 횡단 보행 환경 개선, 도로 경관 향상
- 노상 주차 억제

보행 환경 개선과 함께 노상 주차 억제.

## 종류
- 원호형 과속방지턱

대표적인 형태로, 턱의 정상 부분을 둥글게 처리한 원호 형태를 가진 과속방지턱이다.
- 사다리꼴 과속방지턱

턱의 정상 부분을 사다리꼴로 각이 지게 처리한 과속방지턱으로, 거의 쓰지 않는다.
- 가상 과속방지턱

과속방지턱의 물리적인 기능 대신에, 시각적 착시 현상을 유도할 수 있도록 노면표시나 테이프 등으로 무늬를 만든 것이다.

## 재료
재료는 보통 노면 포장 재료와 같은 것을 쓰는데, 고무나 플라스틱 등으로 만든 과속방지턱을 설치하기도 한다.

## 기타

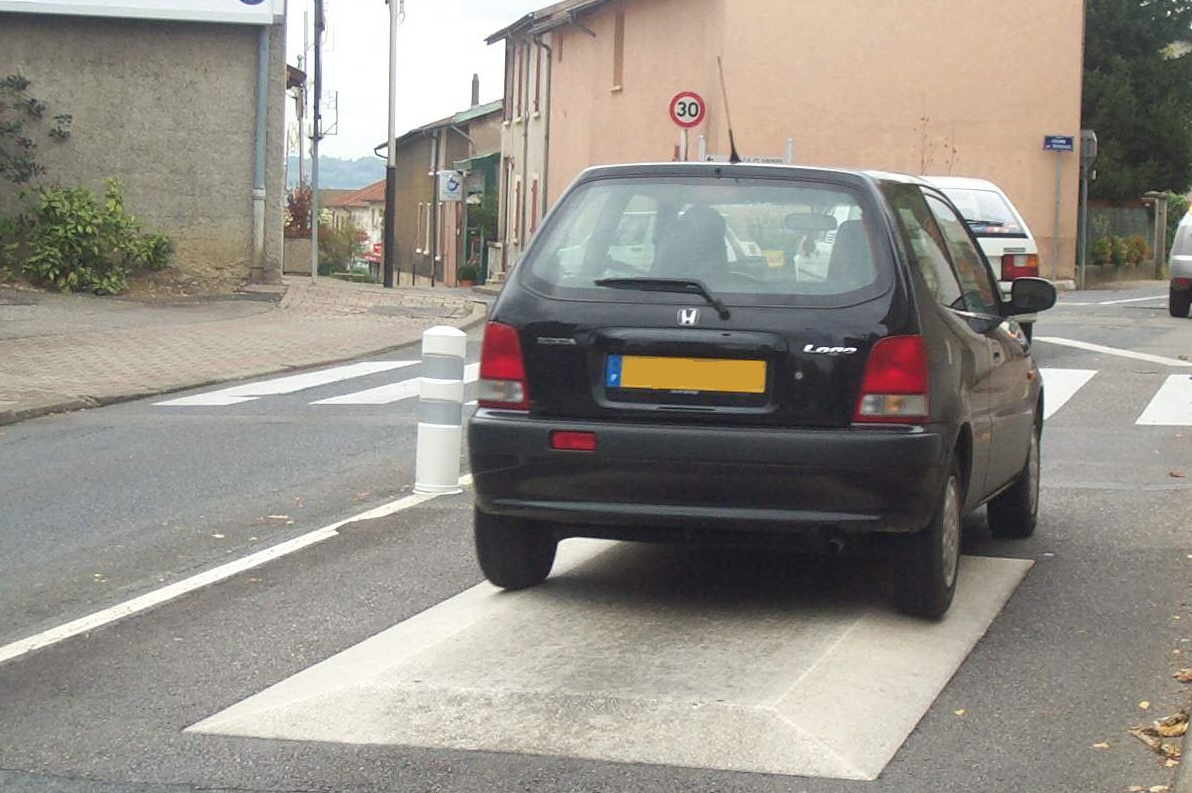
콘크리트로 만든 스피드 쿠션, 베를린

넓은 의미로 범프, 쿠션, 플래토 등을 포함한다.

### 범프
범프{영어: bump)는 길이 91 cm, 높이 7.5 cm ~ 15 cm 정도로 보통 과속방지턱인 험프(영어: hump)에 비해 길이가 짧아, 통과 차량을 훼손하고 탑승객에게 심한 불쾌감을 주므로, 일시 정차를 유도하거나 차량 통행을 거의 서행으로 제한하는 특수한 곳에만 제한적으로 설치한다.

### 쿠션
쿠션(cushion)은 도로폭 가운데 일부분에만 설치하여 버스 등 대형 차량이나 소방차 주행이 좋도록 만든 시설이다.

### 플래토
플래토(plateau)는 지구 도로 등에서 교차로의 전체를 높여 잘 보이게 한 것이다.

## 단점
과속방지턱을 고속 통과시 탑승자에게 심한 불쾌감을 가져오고, 차체에는 끌림 현상을 주며, 급 제동시에는 2차 사고를 유발할 수 있으므로 이동성을 중시하는 도로에는 설치하지 않는다. 또한 설치되면 오히려 안전 운전에 위협을 줄 수 있는 곳인 터널, 교량, 지하차도, 해저터널구간과 교차로와 철도건널목으로부터 15m 내외랑 버스정류장으로부터 20m 내외도 과속방지턱을 설치할 수 없게 법에 규정되어있다.

## 대한민국
대한민국 공공 시설물로서 차량 속도를 30 km/h로 제한하는 곳을 대상으로 하며, 표준 형상은 원호형 좌우 대칭으로 높이 10 cm, 길이 3.6 m 로 규정하고 있다. 곡면 형상은 설치 길이 내 세부 거리간 최대 근사 곡선으로 한다.
국지도로중 폭 6 m 미만 소로 등에서는 길이 2.0 m, 높이 7.5 cm를 적용할 수 있고, 단지내 도로 등 민간 설치자가 차량의 주행 속도를 10km/h 이하로 제한하고자 하는 경우에는 길이 1.0 m, 높이 7.5 cm 범프를 쓸 수도 있다.

### 색상
반사성 도로로 45 ~ 50 cm 간격으로 흰색과 노란색을 교차하여 사선으로 칠한다.

## 같이 보기
- 교통 정온화
- 시선유도봉